# New York Dolls
New York Dolls (рус. Нью-Йоркские куклы) — американская рок-группа, созданная в Нью-Йорке в 1971 году Сильвеном Сильвеном, Билли Мурсиа и Джонни Сандерсом. Являясь одной из первых глэм-рок-групп в истории, New York Dolls оказали сильное влияние на такие будущие жанры, как панк-рок и глэм-метал. Группа выпустила два культовых альбома в истории рока — New York Dolls и Too Much Too Soon в 1973 и 1974 годах. Группа распалась в середине 1970-х годов, но в 2004 году была собрана заново Дэвидом Йохансеном и Сильвеном Сильвеном, записав три альбома и просуществовав до 2011 года.
Коллектив выделялся андрогинным имиджем в одежде (женские платья и блестящие обтягивающие наряды) и грязным «рок-н-ролльным» звучанием с текстами о городской молодёжи. По данным Encyclopedia of Popular Music группа New York Dolls считалась «самой влиятельной группой за последние 20 лет». Влияние группы признавали такие рок-группы, как Kiss, Guns N' Roses, Ramones и Television из США, а также Sex Pistols, The Damned, XTC и The Smiths из Великобритании.

## История группы

### Основание (1971—1972)
Барабанщик Билли Мурсиа и гитарист Сильвен Мизрахи (впоследствии взял себе псевдоним Сильвен Сильвен) вместе учились в Нью-Йорке в одной школе (Мурсиа был колумбиец, Сильвен был еврей), свою первую рок-группу под названием «The Pox» они основали в 1967 году. Будущее название New York Dolls Сильвен позаимствовал в честь бутика, где он работал —"New York Doll Hospital". Однако, название прижилось не сразу: когда Сильвен и Мурсиа создавали новую группу, пригласив туда Джона Энтони Гензале (позже — Джонни Сандерс), они назначально назвались «Actress», а чуть позже — «Dolls». Изначально итальянец Сандерс не умел толком играть ни на каком музыкальном инструменте и пытался играть в группе на бас-гитаре, но уже в «Actress» освоил лид-гитару и стал основным вокалистом и автором песен. К тому моменту в группу вступили бас-гитарист Артур Кейн и гитарист Рик Риветс, временно заменивший уехавшего в Лондон Сильвена.
К 1972 году Сандерс принял решение найти в группу другого фронтмена, и им стал сын оперного певца Дэвид Йохансен, ставший одним из инициаторов андрогинного имиджа будущей группы, близкого к трансвестизму, несмотря на абсолютную гетеросексуальность музыкантов. Также Йохансен стал одним из основных авторов песен группы. Музыкально и стилистически Йохансен старался подражать своим кумирам — Уэйну Каунти и Rolling Stones, до вступления в группу Йохансен в играл в театре.
В таком составе (Йохансен, Сандерс, Риветс, Кейн, Мурсиа) группа выступила в канун Рождества 1971 года в приюте для бездомных, а затем получила приглашение выступить в Лондоне. Во время тура в Лондоне 6 ноября 1972 года трагически погиб ударник Билли Мурсиа: от передозировки наркотиков он начал терять сознание, в то время как испугавшиеся лондонские «тусовщики» положили его в ванную и принялись принудительно поить кофе, что привело в итоге к удушью.

### «Золотой состав» (1972—1974)
Вернувшись в Нью-Йорк после гибели Мурсиа, музыканты стали искать нового ударника. Среди претендентов был Марк Бэлл (The Voidoids, Ramones), но остановились в итоге на Джерри Нолане, друге музыкантов. Нолан был старше остальных музыкантов и тяготел к классическому рок-н-роллу 1950-х годов. С его участием группа провела серию концертов и записала два альбома — «New York Dolls» (1973) и «Too Much Too Soon» (1974). К тому моменту в группу снова вернулся Сильвен в качестве гитариста и клавишника. Первый альбом продюсировал Тодд Рандгрен, второй — Джордж Мортон. Основными авторами песен в альбомах были Дэвид Йохансен и Джонни Сандерс; реже авторами песен становились Сильвен и Артур Кейн.
Песня «Personality Crisis» была исполнена группой в передаче «Top Of The Pops» в 1973 году, наряду с другими песнями, и была включена в список «500 величайших песен всех времён по версии журнала Rolling Stone», где заняла 271 место. Альбом «New York Dolls» занял 215 место из 500 в списке 500 величайших альбомов всех времён журнала «Rolling Stone».

### Распад группы (1975—1976)
К 1975 году группа выступала на меньших площадках. Между участниками группы начались разногласия: ситуацию усугубляли алкоголизм Артура Кейна и сильная наркотическая зависимость Джерри Нолана и Джонни Сандерса. В то же время менеджером группы стал англичанин Малкольм Макларен, будущий продюсер Sex Pistols. Вместе с Сильвианом он придумал группе новый имидж — красная кожа и коммунистическая символика (выступление группы с данным имиджем было зафиксировано в концертном альбоме «Red Patent Leather», тогда музыканты выступали во Флориде). Уже в то время Кейн был не в состоянии играть, и на концертах его заменил Питер Джордан, роуди группы.
Позже Сандерс и Нолан заявили об уходе из группы после ссоры с Йохансеном. Также причиной распада указывается серия неудачных концертов под руководством Малколма Макларена и личной неприязнью Сандерса и Нолана к нему. Помимо этого, Сандерс и Нолан страдали тяжелой наркотической зависимостью, что стало причиной разрыва Дэвида Йохансена с ними.  
Ушедшие из группы Нолан и Сандерс встретились с Ричардом Хэллом, покинувшим в тот момент Television: они основали группу «The Heartbreakers» — одну из первых американских групп панк-рока. 
Йохансен на время проведения концертов взял в группу гитариста Блэки Лоулесса, клавишника Криса Робисона и ударника Тони Машера. Впоследствии Йохансен поссорился и с Сильвеном, и состав постоянно менялся до 1976 года. Последнее выступление группы датируется 30 декабря 1976 года, вместе с Blondie.

### Воссоединение группы (2004—2011)
С конца 1970-х годов Джонни Сандерс и Дэвид Йохансен имели успешную сольную карьеру, оба выпустили несколько сольных альбомов. В середине 1980-х годов Сильвен, Сандерс и Йохансен виделись на концертных фестивалях, однако не воссоединялись.

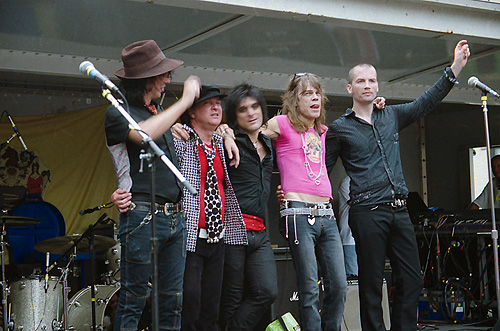
Группа в 2006 году

К этому времени были выпущены сборники демозаписей группы «Lipstick Killers» с участием покойного Билли Мурсиа и «Red Patent Leather» с живым выступлением группы под руководством МакЛарена в 1975 году.
В 1991 году от передозировки героина и метадона скончался Джонни Сандерс. Спустя полгода, 14 января 1992 года, умер ударник Джерри Нолан — причиной смерти стал инсульт, вызванный острым бактериальным менингитом.
Воссоединение группы произошло на фестивале в Лондоне 16 июня 2004 года. Организатором концерта стал Моррисси, давний поклонник группы. В группе играли участники классического состава группы — Дэвид Йохансен, Сильвен Сильвен и Артур Кейн, а также новые участники — гитарист Стив Конте и ударник Гэри Пауэлл, к тому моменту покинувший инди-рок-группу «The Libertines». Концерт прошёл с аншлагом, но 13 июля 2004 года скончался от лейкемии Артур Кейн. Памяти Кейна вышел документальный фильм «New York Doll» в 2005 году.
Место Кейна занял молодой басист Сами Яффа, ставший соавтором новых песен группы. Его бас-гитара звучит на альбомах «One Day It Will Please Us to Remember Even This» (2006) и «Cause I Sez So» (2009). В это время в группе играл новый ударник — Брайан Делани.
Группа записывалась и выступала до 2011 года: последний раз они выступали в рамках летнего тура с Poison и Mötley Crüe. В дальнейшем все музыканты занимались своими проектами.
В 2019 году Сильвен Сильвен принял участие в документальном фильме «Панк», где представлял группу «New York Dolls». В том же году он признался, что борется с раком и принимает финансовую помощь в виде пожертвований на лечение. 13 января 2021 года Сильвен скончался.

## Дискография

### Студийные альбомы
- 1973 — New York Dolls
- 1974 — Too Much Too Soon
- 2006 — One Day It Will Please Us to Remember Even This
- 2009 — Cause I Sez So
- 2011 — Dancing Backward In High Heels

### Синглы
- 1973 — Bad Girl / Subway Train

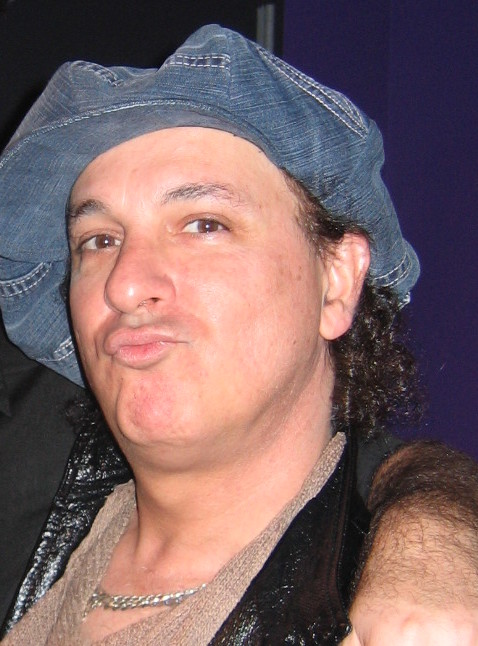
Сильвен Сильвен в 2005 году

- 1973 — Jet Boy / Babylon / Who Are the Mystery Girls
- 1973 — Personality Crisis / Looking for a Kiss
- 1973 — Trash / Personality Crisis
- 1974 — Stranded in the Jungle / Don’t Start Me Talkin'
- 1974 — (There’s Gonna Be A) Showdown / Puss 'n' Boots

### Сборники, компиляции, концертные
- 1977 — New Bum Dolls / Too Much Too Soon
- 1977 — Very Best of New York Dolls
- 1981 — Lipstick Killers — The Mercer Street Sessions 1972
- 1984 — Red Patent Leather
- 1985 — Night of the Living Dolls
- 1985 — The Best of the New York Dolls
- 1987 — New York Dolls + Too Much Too Soon
- 1990 — Super Best Collection
- 1992 — Seven Day Weekend
- 1993 — Paris Le Trash
- 1994 — Rock’n Roll
- 1998 — Hootchie Kootchie Dolls
- 1998 — Live in Concert, Paris 1974
- 1999 — The Glam Rock Hits
- 1999 — The Glamorous Life Live
- 2000 — Actress: Birth of the New York Dolls
- 2000 — Endless Party
- 2000 — New York Tapes 72/73
- 2002 — Great Big Kiss (reissue of Seven Day Weekend and Red Patent Leather)
- 2002 — From Paris With Love (L.U.V.)
- 2003 — Manhattan Mayhem
- 2003 — Looking for a Kiss
- 2003 — 20th Century Masters — The Millennium Collection: The Best of New York Dolls
- 2004 — The Return of the New York Dolls — live from the royal festival hall 2004
- 2007 — New York Dolls appear on PBS’s television show «Soundstage»

## Состав

### Последний состав
- Дэвид Йохансен — вокал, губная гармоника (1971—1976, 2004—2011; умер в 2025)
- Сильвен Сильвен — гитара, бас-гитара, пианино (1971—1976, 2004—2011; умер в 2021)
- Брайан Делани — ударные (2005—2011)
- Клейтон Питчер — гитара, вокал (2011)

### Бывшие участники
| - Джонни Сандерс — гитара, вокал (1971—1975; умер в 1991) - Артур Кейн — бас-гитара (1971—1975, 2004; умер в 2004) - Билли Мурсия — ударные (1971—1972; умер в 1972) - Рик Риветс — гитара (1971) - Джерри Нолан — ударные (1972—1975; умер в 1992) - Питер Джордан — бас-гитара (1975—1976) - Блэки Лоулесс — гитара (1975) - Крис Робисон — клавишные (1975) - Тони Мэшин — ударные (1975—1976) - Бобби Блэйн — клавишные (1976) | - Стив Конте — гитара, вокал (2004—2010) - Джон Конте — бас-гитара (2004) - Гэри Пауэлл — ударные (2004) - Сами Яффа — бас-гитара (2005—2010) - Брайан Кунин — клавишные (2005—2006) - Аарон Ли Тасьян — гитара (2009) - Фрэнк Инфанте — гитара (2010—2011) - Джейсон Хилл — бас-гитара (2010—2011) - Джейсон Саттер — ударные (2011) - Кенни Ааронсон — бас-гитара (2011) - Эрл Слик — гитара (2011) |